# Iglesia de San Benito de la Calzada
La iglesia de San Benito de la Calzada se encuentra situada en la Avenida Luis Montoto en Sevilla, Andalucía, España. Era la iglesia del monasterio de San Benito, desamortizado en 1835.

## Historia
La iglesia actual comenzó a construirse en 1610. Fue diseñada por el arquitecto Juan de Oviedo y de la Bandera y construida por su sobrino, Andrés de Oviedo. La construcción duró hasta finales del siglo XVII. Las actuales portadas delantera y lateral del templo son de mediados del siglo XVIII.

## Interior

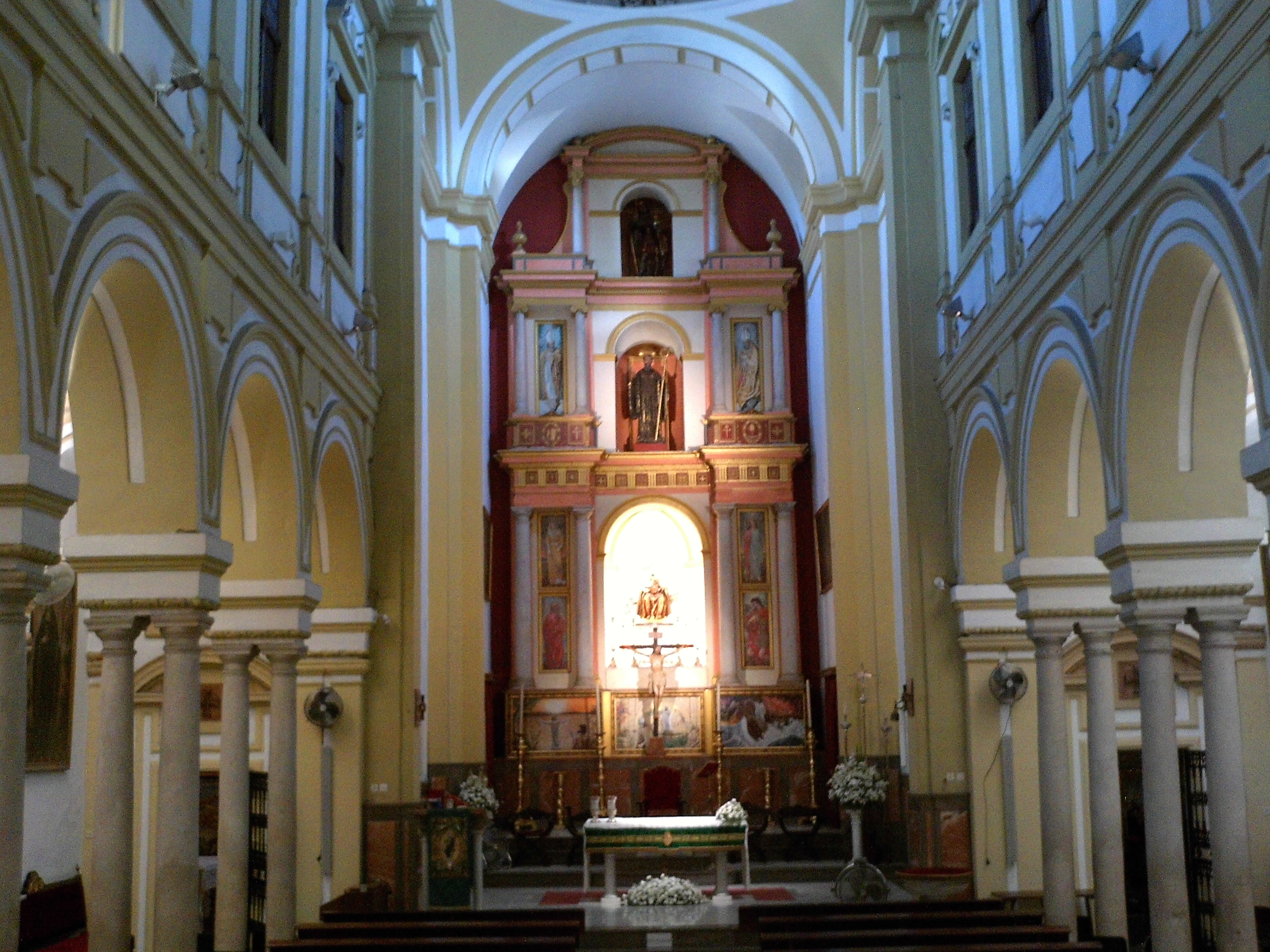
Retablo mayor de San Benito en interior.

En el retablo mayor se encuentra la Virgen de Valvanera, de fecha y autor desconocidos. En la hornacina central se encuentra San Benito, de mediados del siglo XVIII. En los laterales están Santa Clara y San Fernando, también de mediados del siglo XVIII.
En los retablos laterales se encuentran, entre otras figuras, la Inmaculada (siglo XVIII), San José con el Niño Jesús, (siglo XVIII) la Virgen del Buen Alumbramiento (atribuida a Roque Balduque del siglo XVI) y la Virgen del Carmen (siglo XVIII).
En la nave del evangelio está el cuadro de Santa Gertrudis la Magna, atribuido a Juan del Castillo en torno a 1625.
En el interior de la cúpula está decorado con frescos con retratos de miembros de la Orden de San Benito. Fueron realizadas por Diego Gutiérrez y Domingo Martínez en 1719.
Es sede de la Hermandad de San Benito y alberga en su interior las imágenes titulares: Cristo de la Sangre (Francisco Buiza, 1966), Virgen de la Encarnación (autor anónimo de entre finales del siglo XVII y principios del XVIII) y Jesús de la Presentación al Pueblo (Antonio Castillo Lastrucci, 1928). También cuenta con la imagen de San Juan Evangelista (Antonio Castillo Lastrucci, 1959).

## Azulejos
|                                                  |
| Azulejo del Cristo de la Presentación al Pueblo. |

|                                  |
| Azulejo del Cristo de la Sangre. |

|                                         |
| Azulejo de la Virgen de la Encarnación. |

|                                 |
| Azulejo de Virgen de Valvanera. |

## Sede
Esta sede tiene dos hermandades:
- Hermandad de San Benito.
- Hermandad de la Nuestra Señora del Valvanera.